# Kiku-4
O Kiku-4, também conhecido por seu seu nome técnico ETS-III (acrônimo de Engineering Test Satellite-III), foi um satélite japonês que era de propriedade da NASDA.

## Lançamento
O satélite foi lançado com sucesso ao espaço no dia 3 de setembro de 1982, às 05:00 GMT, por meio de um veículo N-I a partir do Centro Espacial de Tanegashima, no Japão. Ele tinha uma massa de lançamento de 385 kg.

## Características
O satélite foi colocado em uma órbita quase circular de 1000 km com uma inclinação de 45° em uma frequência de 107 minutos. Sua missão foi validar tecnologias para futuros satélites de observação japonês especialmente o controle de atitude de três eixos, o sistema de painéis solares implantável, controle térmico e o uso de motores iônicos. Pesando cerca de 385 kg, tinha uma forma de um paralelepípedo ao qual estavam fixados dois painéis solares. A utilização operacional do Kiku-4 foi interrompido em 8 de março de 1985, após o esgotamento de um propulsor usado para manter a orientação do satélite.